# Ann Atwater
Ann Atwater (Hallsboro, 1º luglio 1935 – Durham, 20 giugno 2016) è stata un'attivista statunitense per i diritti civili.
Durante la sua carriera ha contribuito a migliorare la qualità della vita degli afroamericani attraverso Operation Breakthrough, un'organizzazione comunitaria dedicata alla lotta contro la povertà, e ha sostenuto i diritti dei neri per le abitazioni e l'assistenza sanitaria.
È conosciuta in particolare per essere stata presidente, insieme a C. P. Ellis, leader del Ku Klux Klan, di una charrette nel 1971 per eliminare la segregazione razziale nelle scuole. A questa vicenda è ispirato il film Migliori nemici.

## Biografia
I genitori di Ann Atwater erano mezzadri e suo padre era anche diacono. La Atwater lavorava nei campi per aiutare la famiglia. Sua madre morì quando lei aveva sei anni, e Ann rimase incinta a quattordici anni, si sposò e si trasferì a Durham col marito che trovò lavoro nella locale industria del tabacco mentre la moglie faceva le pulizie nelle case dei bianchi.
In città c'era una considerevole fetta di popolazione afroamericana; i suoi esponenti erano anche appartenenti alla classe media ed erani istruiti, anche se nella società dove imperava ancora la segregazione razziale, nel 1950, il 28% delle famiglie viveva al di sotto della soglia di povertà designata. La Atwater, dopo che il marito l'ebbe abbandonata, crebbe da sola le sue due figlie; la donna confezionava gli abiti delle figlie con la tela dei sacchi di farina e potevano permettersi di mangiare solo riso e cavolo. I rubinetti della casa non funzionavano, il tetto perdeva e c'erano delle crepe talmente larghe nei muri che si poteva vedere all'esterno.
Ann Atwater Incontrò Howard Fuller quando, recatasi al locale welfare per un aiuto economico, l'uomo si interessò al suo caso e si recò con lei dal suo padrone di casa per ottenere che fosse fatta qualche miglioria nell'appartamento dove la donna viveva con le figlie. In seguito Fuller le chiese di unirsi all'Operazione Breaktrough, un programma che serviva per aiutare le persone povere ad ottenere una formazione professionale e a essere consapevoli dei loro diritti; il programma era finanziato dal North Carolina Fund, un programma sociale per migliorare l'istruzione. A poco a poco la Atwater si fece conoscere dai partecipanti agli incontri di Operazione Breakthrough,
In particolare si occupava delle persone che avevano problemi abitativi, copiando e distribuendo manuali di regolamentazione delle condizioni abitative e stimolando gli inquilini perché chiedessero ai proprietari di rispettare i loro diritti, li aiutò a difendersi da soli e a sviluppare le abilità necessarie per sopravvivere.
La Atwater collaborò Inoltre per fare in modo che i rappresentanti delle istituzioni assumessero un altro tipo di atteggiamento verso gli afroamericani, nello specifico stimolando diverse persone a visitare gli uffici del Welfare locale e chiedendo agli impiegati che cambiassero le modalità con cui si rivolgevano ai neri; riuscì infine a fare in modo che fossero allestite cabine private per gli incontri con Il pubblico.
Nonostante la sentenza della corte suprema degli Stati Uniti del 1954 che sanciva la segregazione razziale nelle scuole come incostituzionale, nel 1971 essa era ancora in atto. Questo causava crescenti tensioni razziali.
Per gestire la transizione verso la fine delle segregazione, in seguito a uno stanziamento da parte delle autorità federali a tal scopo, fu chiamato in città dagli organizzatori sindacali un consulente, Bill Riddick il quale indisse una charrette, in cui i cittadini potessero esprimere la loro opinione, presieduta da Atwater (per rappresentare i neri) e C.P. Ellis, che era a capo del locale Ku Klux Klan: entrambi erano riluttanti a lavorare insieme: si odiavano ma nel corso dei lavori divennero amici.
Alla fine della charrette, si stabilì che il consiglio di amministrazione della scuola avrebbe incluso due studenti bianchi e due neri, oltre a una serie di misure per risolvere i problemi di intolleranza.
In seguito, Ann Atwater continuò a lavorare per migliorare le condizioni di vita della comunità nera di Durham. Sposò Willie Pettiford nel 1975. Lei ed Ellis rimasero amici fino alla morte di lui, nel 2005.
Il documentario Ann Atwater: Grassroots Organizer and Veteran of America’s Freedom Struggle (2002), è incentrato sul suo lavoro come attivista. Sull'amicizia tra Ann Atwater e CP Ellis è stato realizzato il documentario An Unlikely Friendship (2002) mentre il film Migliori nemici (The Best of Enemies, 2019, tratto dal libro omonimo), si concentra sul ruolo di Atwater come attivista e copresidente della charette, oltre che sulla nascita dell'amicizia con CP Ellis.